# Britische Breitwandfilme in VistaVision
Die Liste führt alle in VistaVision gedrehten britischen Breitwandfilme auf.

## Filme
- 1955: Doktor Ahoi (Doctor at Sea)
- 1955: Lieber reich, aber glücklich (Value for Money)
- 1955: Simon und Laura (Simon and Laura)
- 1955: Ein Alligator namens Daisy (An Alligator Named Daisy)
- 1955: Richard III. (Richard III)
- 1956: Das schwarze Zelt (The Black Tent)
- 1956: Der eiserne Unterrock (The Iron Petticoat)
- 1956: In den Krallen der Gangster (House of Secrets)
- 1956: Panzerschiff Graf Spee (Battle of the River Plate)
- 1956: Da hast du nochmal Schwein gehabt (The Big Money)
- 1956: Der spanische Gärtner (The Spanish Gardener)
- 1957: Ill Met by Moonlight
- 1957: Hilfe, der Doktor kommt (Doctor at Large)
- 1957: Zustände wie im Paradies (The Admirable Crichton)
- 1957: Duell am Steuer (Hell Drivers)
- 1957: Im Dienste des Königs (Dangerous Exile)
- 1958: Herz ohne Hoffnung (Another Time, Another Place)